# Керсі (Колорадо)
Керсі (англ. Kersey) — місто (англ. town) в США, в окрузі Велд штату Колорадо. Населення — 1495 осіб (2020).

## Географія
Керсі розташоване за координатами 40°23′15″ пн. ш. 104°33′57″ зх. д. / 40.38750° пн. ш. 104.56583° зх. д. (40.387462, -104.565894).  За даними Бюро перепису населення США в 2010 році місто мало площу 3,15 км², уся площа — суходіл. В 2017 році площа становила 3,44 км², уся площа — суходіл.

## Демографія
Згідно з переписом 2010 року, у місті мешкали 1454 особи в 494 домогосподарствах у складі 395 родин. Густота населення становила 462 особи/км².  Було 531 помешкання (169/км²).
Расовий склад населення:
| - 87,4 % — білих - 1,2 % — корінних американців - 0,2 % — азіатів - 0,1 % — вихідців з тихоокеанських островів - 9,4 % — осіб інших рас |

До двох чи більше рас належало 1,8 %. Частка іспаномовних становила 27,4 % від усіх жителів.
За віковим діапазоном населення розподілялося таким чином: 32,5 % — особи молодші 18 років, 58,1 % — особи у віці 18—64 років, 9,4 % — особи у віці 65 років та старші. Медіана віку мешканця становила 33,2 року. На 100 осіб жіночої статі у місті припадало 93,9 чоловіків;  на 100 жінок у віці від 18 років та старших — 88,5 чоловіків також старших 18 років.
Середній дохід на одне домашнє господарство  становив 63 950 доларів США (медіана — 55 179), а середній дохід на одну сім'ю — 70 491 долар (медіана — 61 974). Медіана доходів становила 46 000 доларів для чоловіків та 33 272 долари для жінок. За межею бідності перебувало 11,0 % осіб, у тому числі 16,8 % дітей у віці до 18 років та 8,0 % осіб у віці 65 років та старших.
Цивільне працевлаштоване населення становило 685 осіб. Основні галузі зайнятості: освіта, охорона здоров'я та соціальна допомога — 22,9 %, сільське господарство, лісництво, риболовля — 16,2 %, виробництво — 9,6 %, мистецтво, розваги та відпочинок — 9,6 %.